# Flybanner
Flybanner é um método de divulgação na Web, exibido ao visitar determinados sites, semelhante ao pop-up.
Seu formato é o swf (Adobe Flash). Diferentemente do pop-up, ao invés de abrir uma nova janela do navegador, o flybanner é inserido em geral na posição superior do site. Dessa forma, o flybanner não é detectado por bloqueadores de pop-up. Seu fechamento se faz por um script que esconde a camada, tornando-a imperceptível. Assim, ele pode possuir um botão para fechar e ainda possuir ligações para outros sites da Internet.